# Linia kolejowa Halle – Hann. Münden
Linia kolejowa Halle – Hann. Münden – dwutorowa zelektryfikowana linia kolejowa w Niemczech, w krajach związkowych Saksonia-Anhalt, Turyngia, Hesja i Dolna Saksonia o długości 195 km. Biegnie od Halle (Saale) przez Sangerhausen, Nordhausen, Leinefelde i Eichenberg do Hann. Münden, gdzie łączy się z linią Hannöversche Südbahn do Kassel.
Cała linia została otwarta w 1872 r.

## Przebieg
Linia kolejowa wspina się z Halle do Eisleben przez Mansfelder Land. W pobliżu Blankenheim znajduje się jedyny tunel na tej trasie. Stamtąd linia kolejowa opada ponownie, dopóki nie dotrze do Goldene Aue w pobliżu Sangerhausen, doliny między górami Harz i wzgórzem Kyffhäuser. Na zachodnim krańcu wzgórza linia dociera do miasta Nordhausen. Stąd wspina się znowu przebiegając przez Bleicherode i przecina region Eichsfeld przez miejscowości Leinefelde i Heilbad Heiligenstadt. Blisko stacji Eichenberg biegnie wzdłuż doliny rzeki Leine i dalej do rzeki Werra, aż do stacji końcowej w Hann. Münden.